# Isoelectroenfocament
L'isoelectroenfocament o enfocament isoelèctric és una tècnica de separació de molècules carregades, basada en l'electroforesi i és molt utilitzada en tècniques bioquímiques i/o biotecnològiques. Aquesta tècnica és ideal per separar molècules amfòteres com poden ser les proteïnes o els àcids nuclèics, i les separa segons el seu punt isoelèctric. Es realitza un gradient de pH mitjançant un camp elèctric per tampons amfotèrics, en què la regió de l'ànode és la regió més àcida i la regió del càtode la regió més bàsica, o per gradients immobilitzats en què el propi gel té grups tamponadors. Les substàncies amfòteres que es trobin en una regió en què el pH estigui per sota del seu punt isoelèctric tindran tendència a anar a una regió més bàsica i, per tant, es desplaçaran cap al càtode; les substàncies que es trobin en una regió amb un pH per sobre del seu punt isoelèctric tindran tendència d'anar cap a una regió més àcida i, per tant, es desplaçaran cap a l'ànode. Les molècules amfòteres quedaran aturades quan la seva càrrega neta esdevingui 0, i això passarà quan el pH sigui igual al seu punt isoelèctric.